# Леонард Шулце Йена
Леонард Шулце Йена (на немски: Leonhard Sigmund Friedrich Kuno Klaus Schultze-Jena) е германски етнограф, зоолог и ботаник.

## Биография
Роден е на 28 май 1872 година в Йена, Германия. В 1903 година заминава за Намибия и до 1905 година пътува из Южна Африка. В 1907 година издава книгата „От Намаланд и Калахари“ (Aus Namaland und Kalahari). В 1911 година става професор в Кил, а от 1913 година – в Университета на Марбург. В 1927 година издава описанието на Македония „Македония - пейзажи и културни снимки“ (Makedonien, Landschafts- und Kulturbilder).
Умира в Марбург на 29 март 1955 година.